# Vườn cảnh
Vườn cảnh là những khu vườn được xây dựng với mục đích làm cảnh phục vụ nhu cầu giải trí, tham quan, du lịch...
làm vườn cảnh đã được nâng lên thành một nghệ thuật từ việc cắt tỉa, bố trí, phối cảnh tạo nên bức tranh nhân tạo giống với tự nhiên
Trong vườn cảnh, cây cỏ, hoa, nước và đá... đều được sắp xếp, tôn vinh để trở thành những vật, cảnh trí có thể làm cảnh.
Vườn cảnh cổ có các loại như vườn Nhật, vườn Trung Hoa, vườn châu Âu.
Có những vườn cảnh đẹp nổi tiếng trên thế giới như: Vườn treo Babylon thời cổ đại đã được xếp vào hàng ngũ bảy kỳ quan thế giới cổ đại, các khu vườn ở Nhật; các vườn cổ ở Tô Châu, Hàng Châu, Cố cung Bắc Kinh Trung Quốc; vườn ở các lâu đài cổ ở châu Âu như Luxembourg...
Về nghệ thuật vườn cảnh Việt Nam cũng có những khu vườn đẹp, nổi tiếng như vườn hoa Hàm rồng ở Sa Pa, những khu vườn trong các lăng mộ vua chúa ở Huế và các nhà vườn Huế; vườn trong các dinh thự ở Đà Lạt- Lâm Đồng...

### Hình ảnh các vườn cảnh trên thế giới

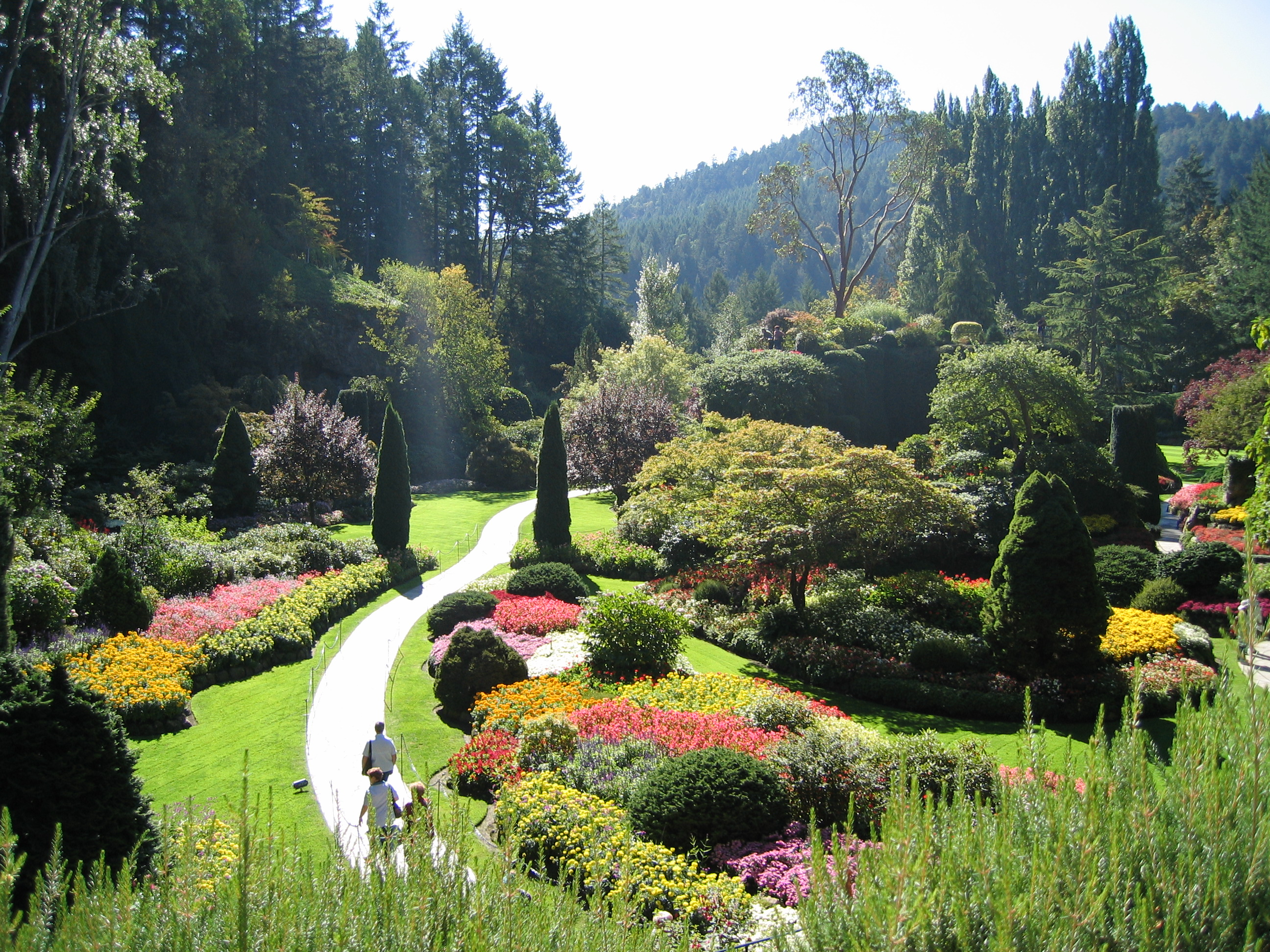
The Sunken Garden ở Butchart Gardens, Victoria, Canada
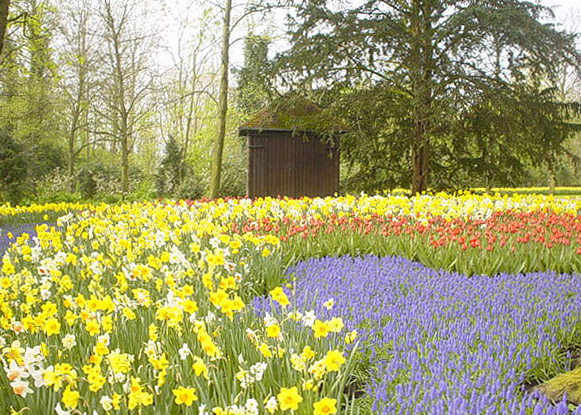
Vườn hoa tulip Keukenhof, Lisse, Hà Lan
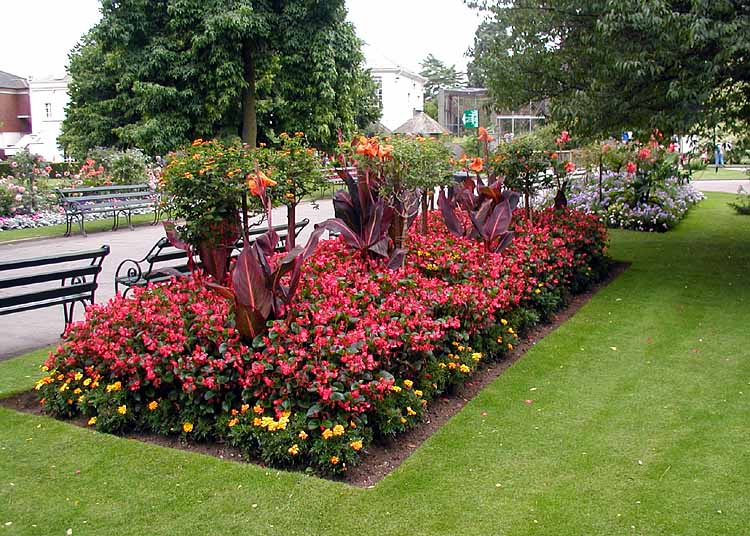
Bristol Zoo, Anh
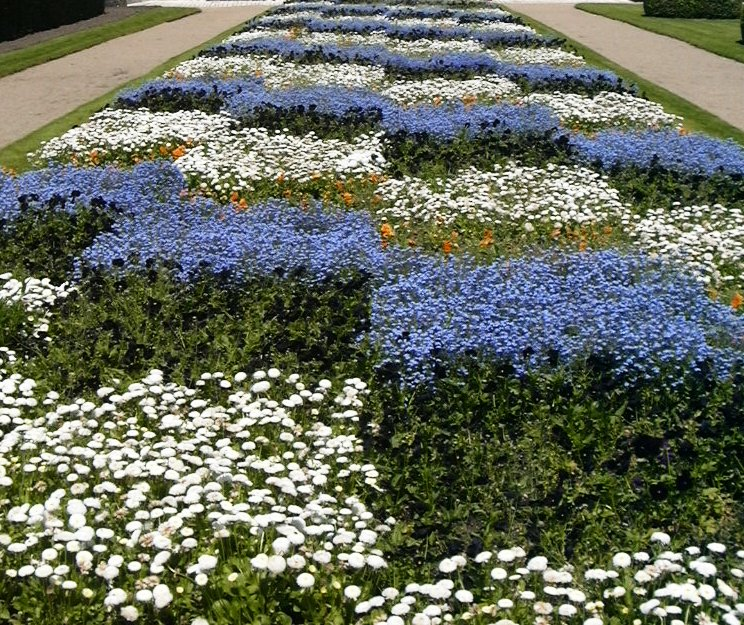
Tours, Pháp
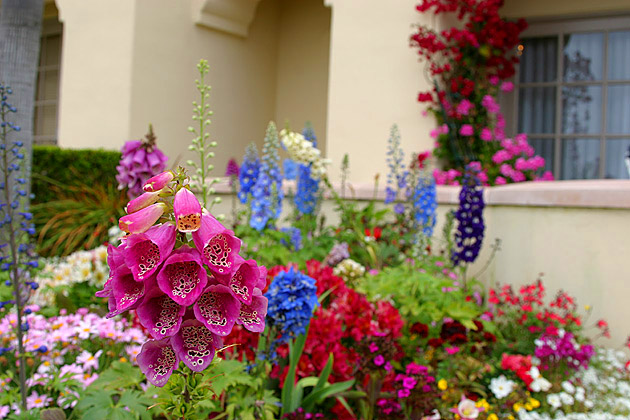
Một vườn hoa
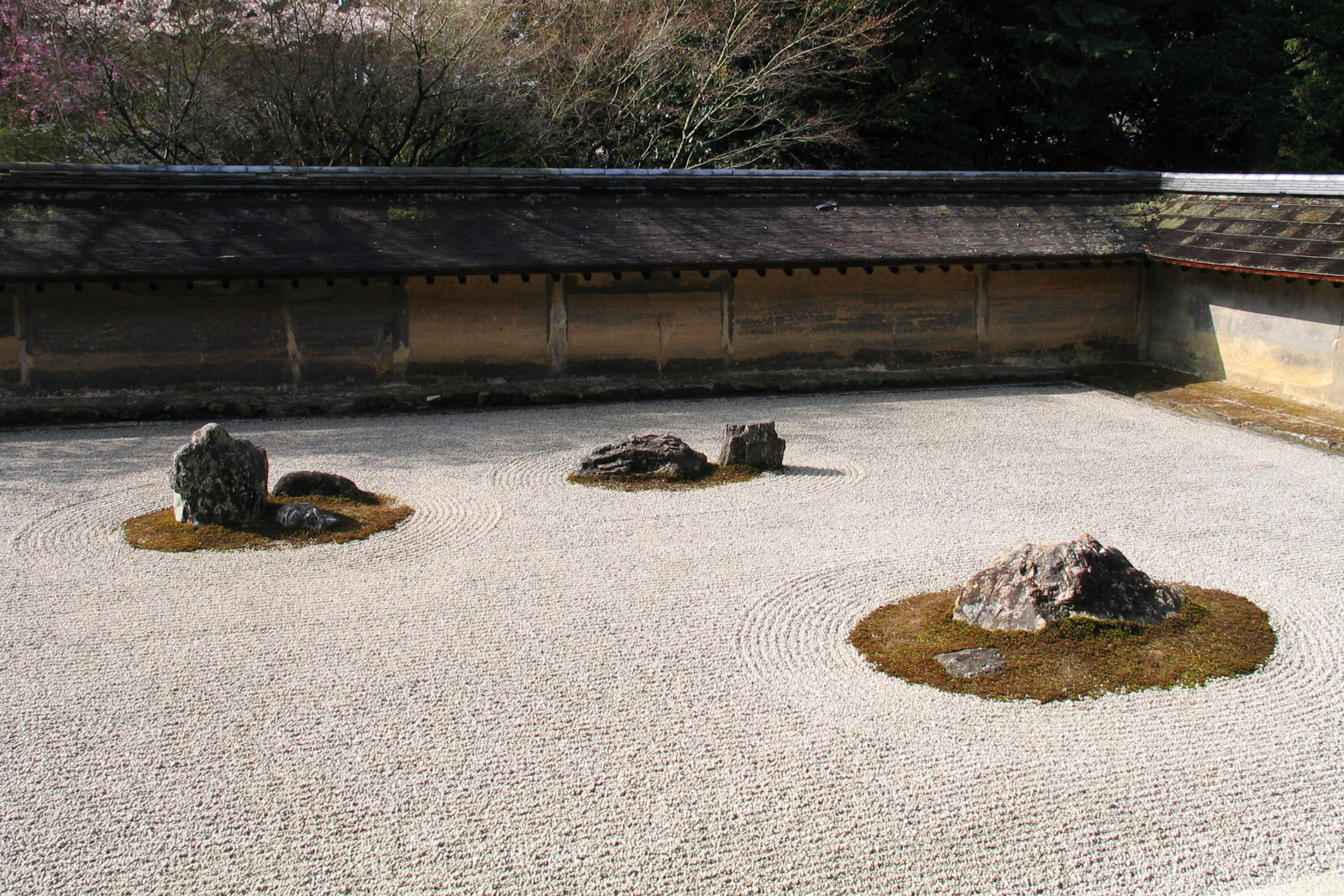
Vườn Thiền, chùa Ryōan
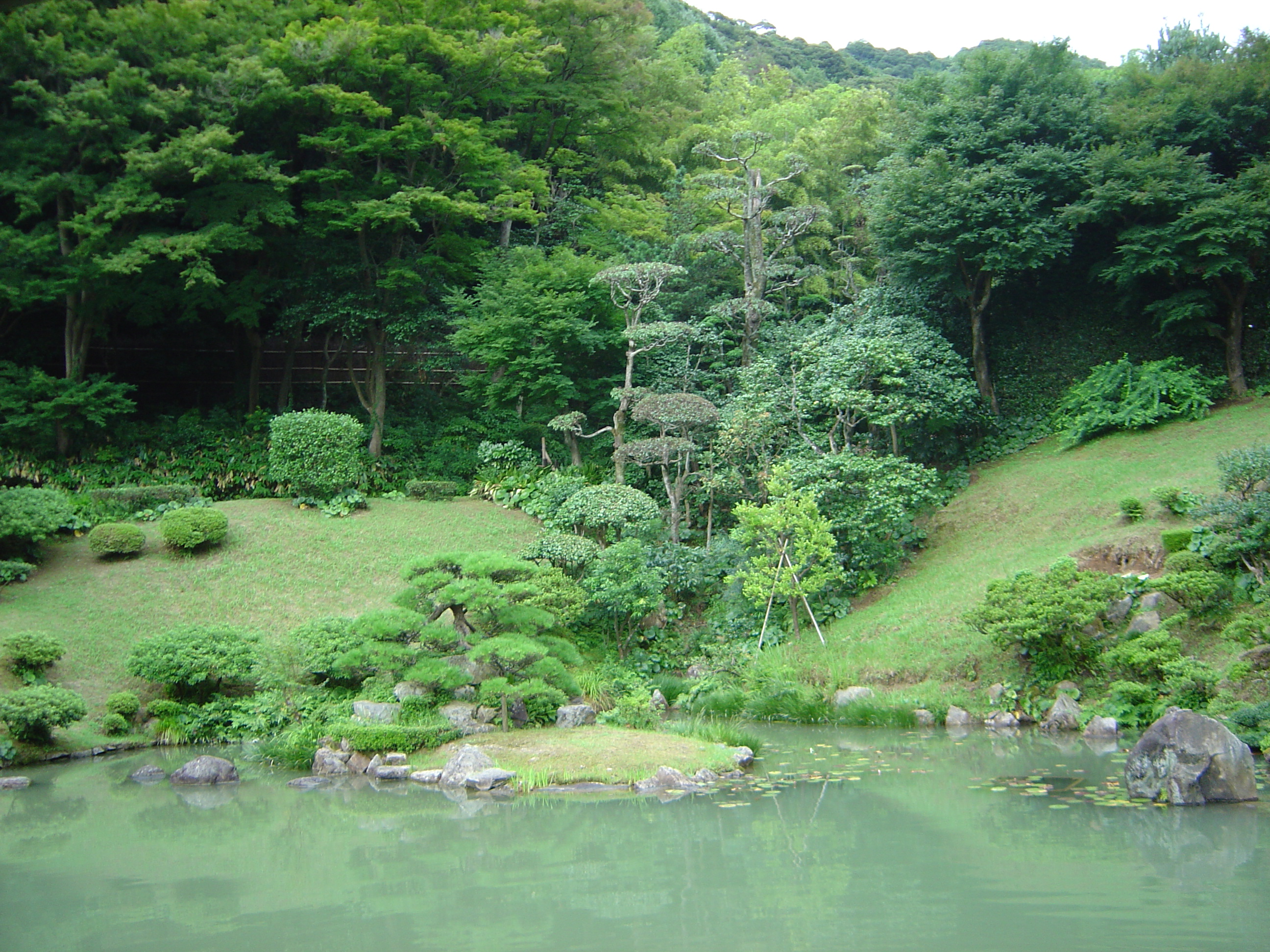
Vườn trong một ngôi chùa ở Nhật Bản
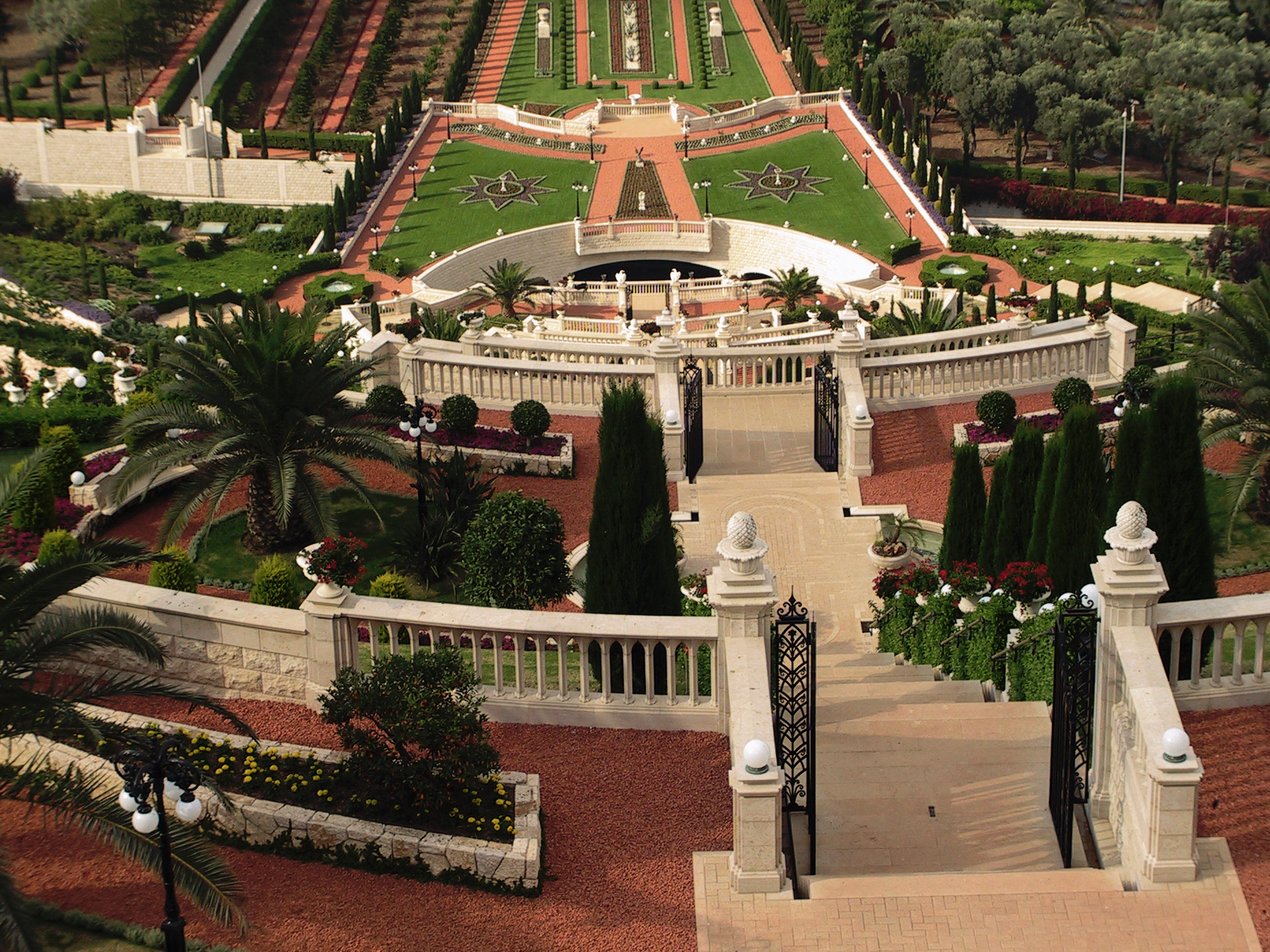
Bahá'í Gardens, Haifa, Israel
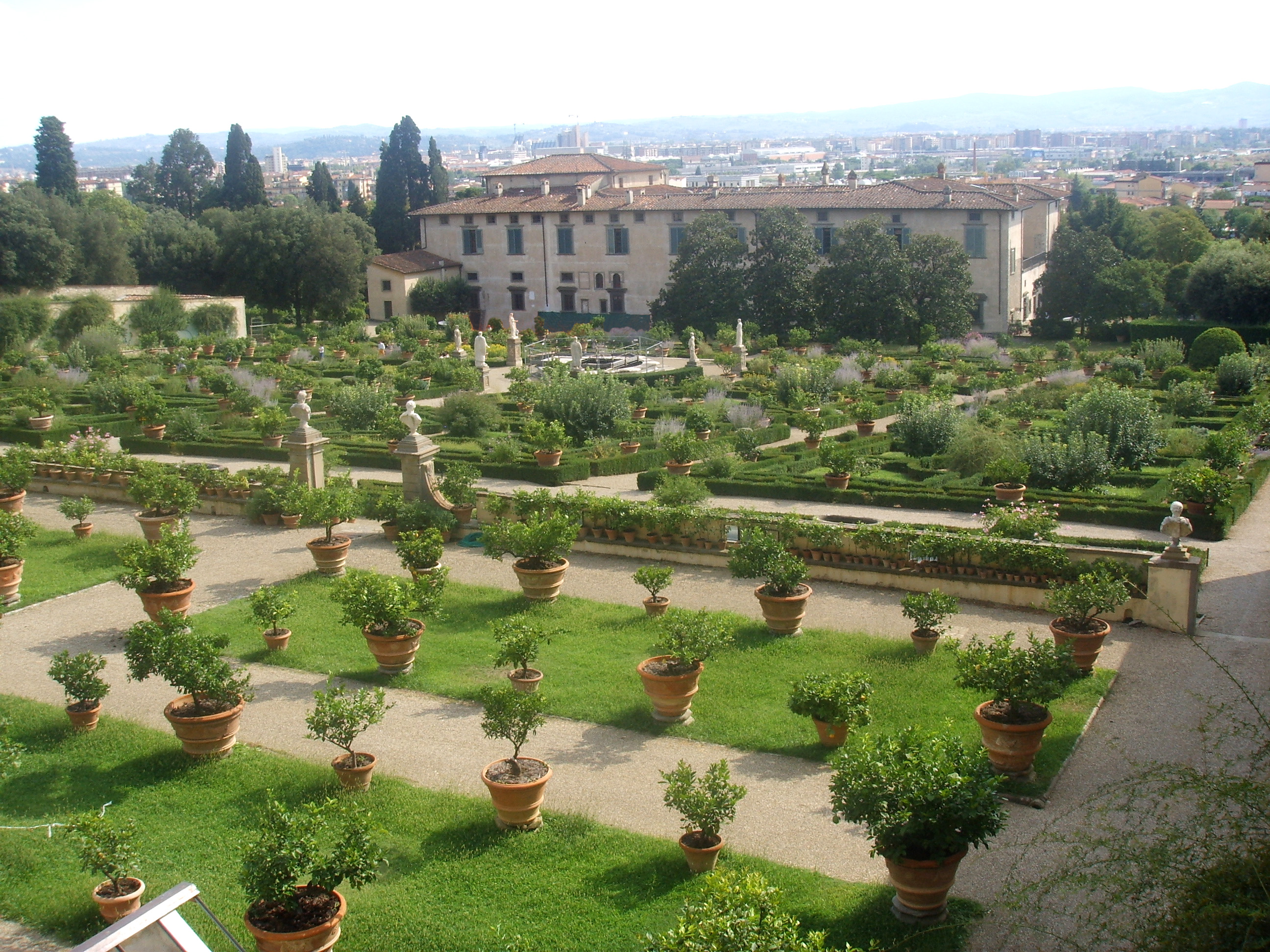
Villa di Castello, Firenze, Ý
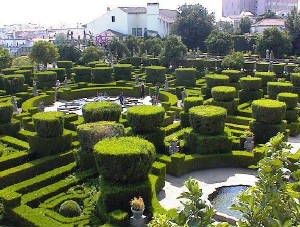
Castelo Branco, Bồ Đào Nha
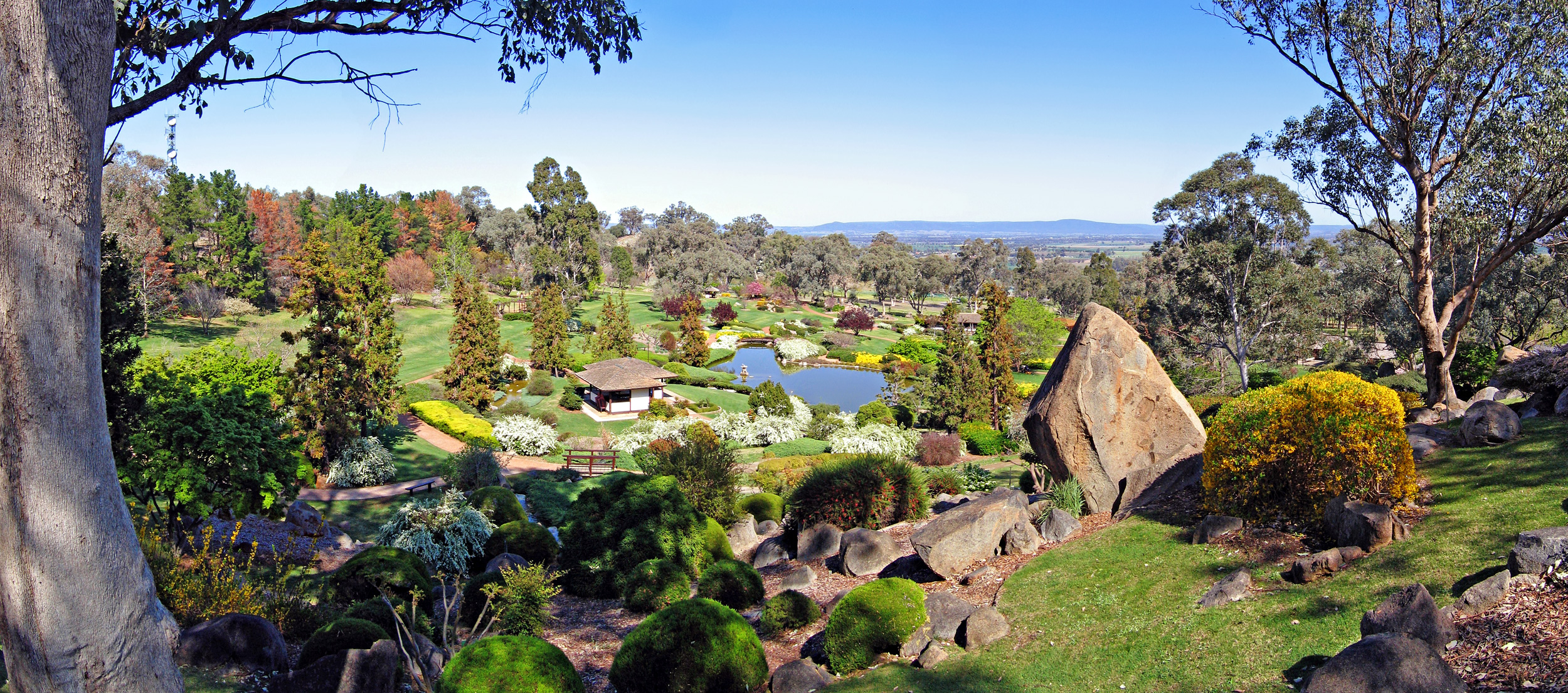
Vườn cảnh phong cách Nhật Bản ở Cowra, Úc
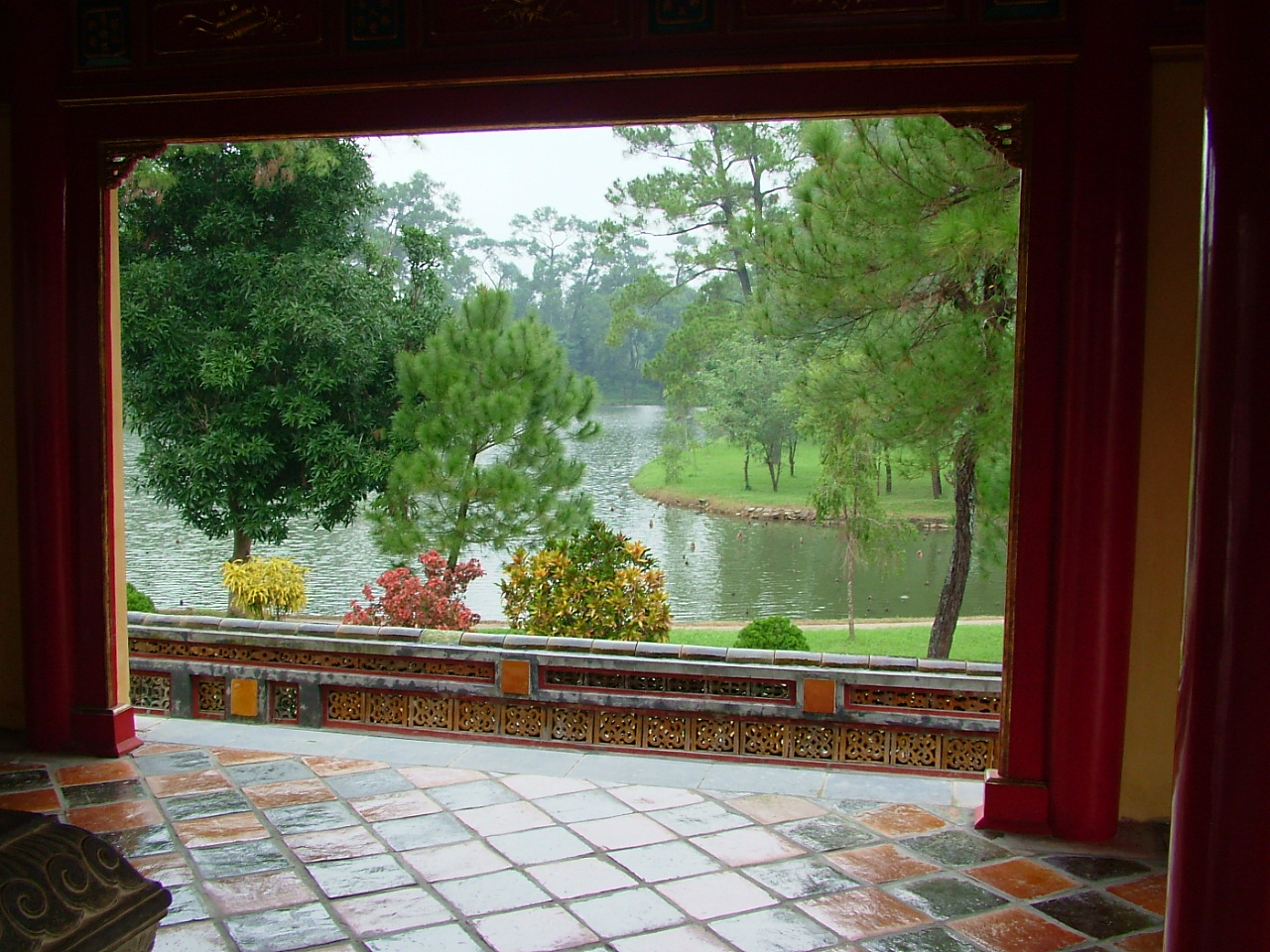
Vườn cảnh trong lăng Tự Đức ở Huế